# Sheldon Kinney
Sheldon Hoard Kinney (* 27. August 1918 in Pasadena, Kalifornien; † 11. Dezember 2004 in Annapolis, Maryland) war ein Konteradmiral der US Navy, der Kommandant von Kriegsschiffen in drei Kriegen und später Ausbilder von Seeoffizieren am Maritime College der State University of New York und an der World Maritime University in Malmö war.

## Leben
Kinney begann 1935 nach dem vorzeitigen Verlassen der High School in Pasadena als Signalmatrose seinen Militärdienst in der US Navy und wurde aufgrund der Förderung durch seine Vorgesetzte 1937 an der US Naval Academy in Annapolis aufgenommen. Im Frühjahr 1941 schloss er seine dortige Ausbildung als Marineingenieur mit dem Rang eines Midshipman ab und war anschließend nach dem Eintritt der Vereinigten Staaten in den Zweiten Weltkrieg in verschiedenen Verwendungen tätig.
Er stieg gegen Ende des Zweiten Weltkrieges zum Kommandanten des Geleitzerstörers USS Bronstein (DE-189) aus der Cannon-Klasse auf, mit dem er die drei U-Boote U 709, U 603 und U 801 der Kriegsmarine versenkte und dafür mit dem Navy Cross ausgezeichnet wurde. Darüber hinaus gelang ihm die Außergefechtsetzung eines vierten U-Bootes, wobei die USS Bronstein für „die konzentrierteste und erfolgreichste Anti-U-Boot-Aktion der US Navy während des Zweiten Weltkrieges“ eine Presidential Unit Citation erhielt.
Während des Koreakriegs war er Kommandant der USS Taylor (DD-468), einem Zerstörer der Fletcher-Klasse, und beteiligte sich mit diesem erfolgreich an den Gefechten am Hafen von Wŏnsan. Später wurde er Kommandant der USS Mitscher (DL-2), der ersten Lenkwaffenkreuzers der US Navy aus der gleichnamigen Mitscher-Klasse. Nach dem Ende des Koreakrieges kehrte er 1954 als Ausbilder an die US Naval Academy zurück, ehe er Ende der 1950er Jahre Offizier im Stab des Chief of Naval Operations. Darüber hinaus absolvierte er ein Studium der Rechtswissenschaften an der George Washington University und schloss dieses mit einem Master of Laws (LL.M.) ab und war außerdem Absolvent des National War College.
Zwischen 1964 und 1967 war er als Kapitän zur See Kommandant des Midshipmen-Lehrgangs an der US Naval Academy und damit zuständig für die Überwachung der militärischen, physischen und sozialen Entwicklung der Studenten. Danach hatte er Verwendungen im Stab der US Naval Forces Europe und diente als Kommandeur eines Begleitgeschwaders im Vietnamkrieg. Bei seiner Versetzung in den Ruhestand 1972 war er Kommandeur der Zerstörerkreuzer der US Pacific Fleet.
Anschließend wurde er 1972 Präsident des Maritim College der State University of New York (SUNY) in Fort Schuyler im New Yorker Stadtbezirk Bronx. 1982 war er Mitgründer sowie später von April bis November 1985 Präsident der von der Internationalen Seeschifffahrts-Organisation (IMO), einer Sonderorganisation der Vereinten Nationen, aufgebauten World Maritime University in Malmö. Während dieser Zeit war er maßgeblich am Aufbau von Masterstudiengängen und Doktorprogrammen beteiligt, die alle Bereiche der internationalen Seefahrt abdeckten.

## Veröffentlichungen
- Chapter IX: American Sailors Decorated by the U.S.S.R. In: Lewis M. Andrews: Tempest, Fire And Foe. Destroyer Escorts in World War II and the Men who manned Them. Trafford, Victoria BC 2004, ISBN 1-4120-2158-8, S. 150 ff.